# Minutaleyrodes kolliensis
Minutaleyrodes kolliensis es un hemíptero de la familia Aleyrodidae, con una subfamilia: Aleyrodinae.
Fue descrita científicamente por primera vez por David en 1977.